# Episodi di Silicon Valley (quarta stagione)
La quarta stagione della serie televisiva Silicon Valley, composta da 10 episodi, è stata trasmessa negli Stati Uniti d'America dal 23 aprile al 25 giugno 2017 sul canale via cavo HBO.
In Italia la stagione è andata in onda in prima visione sul canale satellitare Sky Atlantic dal 12 giugno al 10 luglio 2017.
| n° | Titolo                | Prima TV USA   | Prima TV Italia |
| -- | --------------------- | -------------- | --------------- |
| 1  | Success Failure       | 23 aprile 2017 | 12 giugno 2017  |
| 2  | Terms of Service      | 30 aprile 2017 | 12 giugno 2017  |
| 3  | Intellectual Property | 7 maggio 2017  | 19 giugno 2017  |
| 4  | Teambuilding Exercise | 14 maggio 2017 | 19 giugno 2017  |
| 5  | The Blood Boy         | 21 maggio 2017 | 26 giugno 2017  |
| 6  | Customer Service      | 28 maggio 2017 | 26 giugno 2017  |
| 7  | The Patent Troll      | 4 giugno 2017  | 3 luglio 2017   |
| 8  | The Keenan Vortex     | 11 giugno 2017 | 3 luglio 2017   |
| 9  | Hooli-Con             | 18 giugno 2017 | 10 luglio 2017  |
| 10 | Server Error          | 25 giugno 2017 | 10 luglio 2017  |

## Success Failure
- Diretto da: Mike Judge
- Scritto da: Alec Berg

### Trama
Nonostante il crescente successo di PiperChat , che ora conta 120.000 utenti giornalieri, il team si trova in difficoltà a coprire i costi dei server, impennati a causa dell'aumento del traffico. La reputazione compromessa di Richard, in seguito alla tentata truffa con la Coleman Blair Partners, rende impossibile ottenere finanziamenti.
Le tensioni culminano in un acceso litigio tra Richard e Dinesh: quest'ultimo antepone un marginale miglioramento della qualità video alla stabilità dell'affluenza di utenti, sospettando che Richard, non avendo ideato la chat, voglia manipolarla per scopi personali. Richard rivendica il suo ruolo di amministratore delegato, ma Dinesh gli rinfaccia il fallimento della sua precedente piattaforma e la sua responsabilità nella mancanza di investitori. Richard, riconoscendo la fondatezza delle accuse, decide di cercare finanziamenti in prima persona, sebbene Jared lo avvisi della sua scarsa credibilità.
L'incontro con Russ Hanneman si rivela infruttuoso: Hanneman intuisce la mancanza di convinzione di Richard in PiperChat. Tuttavia, l'interrogatorio di Hanneman sulla possibile applicazione del suo algoritmo spinge Richard a rivelare il suo desiderio di creare una nuova Internet decentralizzata, libera da costi, censure governative e sorveglianza, sfruttando la potenza di calcolo degli smartphone. Richard si reca da Monica alla Raviga, scoprendo che Laurie l'ha relegata in un ufficio disagiato come ritorsione per il suo sostegno. Monica, pur confermando il potenziale di PiperChat, constata il disinteresse di Richard per il progetto.
Nel frattempo, Erlich, Dinesh, Big Head e Gilfoyle discutono della rimozione di Richard dal ruolo di CEO. Sorprendentemente, è Richard stesso a farsi da parte, ammettendo di non credere nella chat e proponendo Dinesh come nuovo amministratore delegato, riconoscendogli il merito del successo. Richard cede le sue quote e la licenza del suo algoritmo, desiderando concentrarsi sulla creazione della sua nuova Internet e chiedendo in cambio che l'azienda mantenga il nome PiperChat, conservando per sé il marchio Pied Piper. I suoi amici accettano e Richard si dedica alla sua nuova visione.
Parallelamente, alla Hooli, la collaborazione tra Gavin e Jack porta a risultati positivi. Tuttavia, al termine di un affare in Cina, un banale disaccordo sull'itinerario del jet privato rivela a Gavin una piccola menzogna di Jack. Sentendosi preso in giro, Gavin impartisce una lezione a Jack, assegnandogli un ufficio insignificante nella sala server, di fronte ai bagni.

## Terms of Service
- Diretto da: Mike Judge
- Scritto da: Clay Tarver

### Trama
Dinesh ormai dà l'impressione di essere un amministratore delegato di successo, sebbene stia diventando arrogante e superficiale. Nel frattempo, Dempok, nel tentativo di ingraziarsi Gavin, alimenta le sue paranoie su Jack, insinuando che quest'ultimo abbia denigrato il suo capo durante una conversazione su PiperChat. Richard, tentando di accedere a dati cruciali, scopre che le sue credenziali sono state disabilitate: una mossa di Dinesh, il quale, temendo che Richard possa compromettere la chat, lo ha escluso dal sistema, esacerbando la loro tensione. Fortunatamente, Big Head offre a Richard le sue credenziali di accesso. In questo modo, il programmatore si imbatte in un problema di PiperChat e si limita a chiedere a Jared di condurre un sondaggio tra gli utenti, concentrandosi sulle fasce d'età. Jared, individuato il problema, accompagna Dinesh da Pete Monahan (ora impiegato in un autolavaggio dopo essere stato rilasciato). Qui, Dinesh si rende conto che il 33% degli utenti di PiperChat ha meno di tredici anni, una violazione del Children's Online Privacy Protection Act, che impedisce ai minori di tale età di possedere un account, neppure su Facebook o YouTube. Ciò comporterebbe per PiperChat una multa di 16.000 dollari per ogni utilizzo da parte di un utente minorenne. Jared stima un ammontare attuale di 21 miliardi di dollari, una cifra in continua crescita. Richard fa notare a Dinesh l'anomalia, ricordandogli di averlo incaricato, quando era CEO, di aggiornare i termini di servizio. Dinesh, demoralizzato, confessa di aver selezionato la casella dei termini di servizio durante l'invio all'App Store, ma di non averli effettivamente implementati per evitare complicazioni legali. Richard cerca di rassicurarlo, spiegando che le aziende possono pagare risarcimenti proporzionati al loro valore e, dato che PiperChat non ha ancora generato profitti, non dovranno versare nulla. Tuttavia, Jared solleva un'ulteriore preoccupazione: avendo Dinesh ammesso di aver mentito sui termini di servizio, sarà lui il responsabile legale per violazione dei suoi doveri fiduciari. Erlich intercetta delle voci riguardanti un'app di Jian Yang, che, secondo Big Head (a sua volta informato da Jian Yang), è legata all'Oculus VR e promette un grande successo. Erlich stringe un accordo con Jian Yang, rivendicando il suo 10% sui guadagni, essendo l'app stata sviluppata nell'incubatrice, e promettendogli un anno di affitto gratuito. La realtà si rivela diversa: la parola chiave non era "Oculus" ma Octopus (polpo), e l'app di Jian Yang è semplicemente un ricettario per cucinare il polpo in otto modi. Dinesh è disperato e non sa come affrontare la situazione. Richard gli spiega che essere un amministratore delegato significa a volte dover fare la scelta meno peggiore. Improvvisamente, Dinesh riceve una chiamata da Gavin, che lo invita a cena. Richard ipotizza che Gavin voglia acquistare PiperChat, risolvendo così i problemi di Dinesh, in quanto Hooli si farebbe carico delle conseguenze legali. Jared, però, teme che la diligenza dovuta dei legali di Hooli scoprirà l'illecito e denuncerà Dinesh. Quest'ultimo si reca all'incontro con Gavin con l'intenzione di rifiutare, ma Gavin non ha intenzione di acquistare la chat, bensì di prenderne il controllo con la forza. Gavin si basa sulle recenti interviste di Dinesh, nelle quali ha paragonato PiperChat alla "Hooli Chat", definendola una versione superiore, ammettendo implicitamente di averla copiata. In questo modo, Gavin si ritiene autorizzato a rilevare PiperChat, ignorando di fatto di fare un favore a Dinesh. L'intento di Gavin era di accedere ai dati di PiperChat per scoprire con chi Jack stesse comunicando (non sospettando la menzogna di Dempok). Tuttavia, i suoi dipendenti, testando la chat con gli utenti, scoprono il problema dei minorenni, mandando Gavin su tutte le furie."

## Intellectual Property
- Diretto da: Jamie Babbit
- Scritto da: Carrie Kemper

### Trama
Erlich e Jian Yang convincono la Coleman Blair Partners a finanziare una nuova app, un Shazam per il cibo chiamata "Seefood", con cui identificare gli alimenti fotografandoli con il cellulare. Erlich chiede a Dinesh, Gilfoyle e Richard di aiutarlo nello sviluppo del progetto, ma Richard è l'unico a rifiutare, preferendo concentrarsi sulla progettazione dell'Internet decentralizzata. La Hooli è in gravi difficoltà a causa delle multe derivanti dal Children's Online Privacy Protection Act. Jack riesce a ribaltare la situazione a suo favore, assumendo il controllo della compagnia, mentre Gavin, a seguito di questo suo ultimo errore, viene estromesso dalla carica di amministratore delegato e dal consiglio di amministrazione di Hooli. Richard accompagna Monica a fare la spesa e lei gli confessa che anche Peter aveva tentato di creare un Internet decentralizzata, ma che aveva dovuto rinunciare al progetto perché ritenuto irrealizzabile. Richard le chiede il motivo per cui non l'avesse informato prima; Monica ammette di non aver voluto demoralizzarlo vista la sua passione per il progetto. Richard, sapendo che Peter soffriva di disturbo ossessivo-compulsivo, dà per scontato che abbia conservato tutti gli appunti sul progetto e chiede a Monica se può fornirglieli, rivelandole, tra l'altro, la scarsa affidabilità dell'app che Erlich e Jian Yang stanno sviluppando. Monica vede in ciò un'opportunità per screditare Ed Chen, facendogli credere nel successo dell'app e impedendo così a Erlich e Jian Yang di firmare il contratto con la Coleman Blair Partners a favore di Raviga. Monica conduce Richard e Jared nel magazzino dove sono custoditi gli effetti personali di Peter dopo la sua morte. Qui, Richard trova gli appunti e scopre che Peter condivideva la sua stessa visione di un Internet non controllata dalle multinazionali. Inoltre, Peter aveva trovato una soluzione per realizzarla, ma all'epoca non disponeva di un'adeguata compressione dati. Contrariamente a Peter, Richard può contare sul suo algoritmo, che ha superato il punteggio Weissman di 2.9 al TechCrunch, e sulla diffusione di dispositivi connessi a Internet come videocamere, televisori e smartphone, ormai alla portata di tutti. Richard è entusiasta perché finalmente ha trovato la giusta applicazione per il suo algoritmo di compressione dati. Big Head decide di iscriversi all'Università di Stanford, ma, in virtù della sua precedente comproprietà della Bachmanity e della sua carriera in Hooli, gli viene offerto un incarico come docente a contratto presso il dipartimento di scienze informatiche. Dinesh inizia a frequentare una ragazza di nome Mia, affascinata dal fatto che sia stato lui a causare la rovina di Gavin. Entrambi nutrono avversione per Gilfoyle, il quale però mette in guardia Dinesh, rivelandogli che Mia è un'hacker con probabili legami con il governo cinese. Ed Chen cena con Erlich e Jian Yang, convincendoli a firmare un contratto con Raviga. Tuttavia, dopo una breve conversazione, realizza la loro inaffidabilità e decide di giocare un tiro mancino a Monica, persuadendo Laurie ad affidare a lei il progetto, così che, in caso di fallimento, la responsabilità ricadrebbe su Monica. Jared informa Richard di aver trovato un numero mentre esaminava il lavoro di Peter sull'Internet decentralizzata. Scopre che si tratta di un numero di brevetto, spiegando a Richard che, durante la fase di sviluppo del progetto, Peter lavorava contemporaneamente per una società che in futuro sarebbe diventata Hooli, quindi il brevetto appartiene a Gavin.

## Teambuilding Exercise
- Diretto da: Jamie Babbit
- Scritto da: Megan Pleticha

### Trama
Richard, nel cuore della notte, si reca a casa di Gavin, che ha messo a soqquadro per sfogare la rabbia dopo essere stato estromesso dalla Hooli. Richard tenta di convincerlo a firmare un atto di concessione sul brevetto dell'Internet decentralizzata, offrendogli in cambio delle quote di Pied Piper. Gavin non prende sul serio la proposta, ritenendo il progetto irrealizzabile, memore del fallimento di Peter. Richard gli spiega che il fallimento di Peter fu dovuto alle limitazioni tecnologiche dell'epoca, mentre ora, grazie alla diffusione degli smartphone e al suo algoritmo di compressione dati, il progetto è fattibile e renderebbe obsoleti i server della Hooli. Richard informa il gruppo di aver raggiunto un compromesso con Gavin: si metteranno in società, Gavin fornirà i fondi e assumeranno personale, ma i suoi amici non lavoreranno direttamente per loro, essendo consapevole del loro odio verso Gavin. Gilfoyle si dimette da Seefood, proprio mentre l'app sta per essere testata. Inizialmente, viene fotografato un hot dog e l'app lo identifica correttamente, dando l'impressione di funzionare. Tuttavia, quando vengono fotografati altri alimenti, l'app li identifica semplicemente come "Not hot dog", poiché Jian Yang ha configurato solo gli hot dog. Monica ed Erlich lo incitano a configurare altre pietanze, sottolineando che solo lui può farlo, data la mancanza di fondi per assumere personale. Erlich si infuria quando scopre che Jian Yang voleva farsi assumere da Richard e Gavin, stanco di lavorare a Seefood. Erlich gli ricorda che non hanno scelta, devono lavorare finché non avranno esaurito i fondi concessi dalla Raviga, che Erlich ha in parte già speso per far costruire una palapa a bordo piscina. Jian Yang gli gioca un tiro mancino, spendendo tutti i soldi rimanenti del budget per comprarsi una Corvette. Dinesh nota l'interesse, seppur celato, di Gilfoyle e Jared per il progetto di Richard. Jared convince Dinesh a farsi assumere da Pied Piper, temendo che Gavin si circondi di dipendenti fedeli al solo scopo di mettere Richard all'angolo. Big Head continua a lavorare a Stanford come docente, limitandosi a proiettare film in streaming. Erlich ne approfitta, convincendo l'amico a spronare gli studenti a configurare le varie pietanze per Seefood gratuitamente. Tuttavia, gli studenti decidono di appropriarsi dell'idea di Shazam, coinvolgendo un ex studente ora dirigente della Coleman Blair Partners. Erlich, intuendo il fallimento di Seefood, decide di tirarsi fuori dall'affare, cedendo a Jian Yang le sue quote in cambio della Corvette e della palapa. Mentre Gavin e Richard esaminano la lista dei candidati, notano commenti sgradevoli e fuori luogo scritti da Gilfoyle. Jared fa capire a Richard che Gilfoyle sta solo cercando di attirare l'attenzione perché vuole farsi assumere, ma è troppo orgoglioso per ammetterlo, suggerendo che sia Richard a doverlo assumere. Gilfoyle convince Dinesh a intensificare i sistemi di sicurezza ora che esce con Mia, essendo lei un'hacker, e Dinesh, nonostante cerchi di non mostrarlo, diventa sempre più paranoico. Laurie informa Monica che Seefood si è rivelato un successo, essendo stata acquistata da Periscope per 4.000.000 di dollari. Ciò è dovuto a una foto del pene di Erlich, che lui aveva configurato mentre litigava con Jian Yang, portando Periscope a individuare nell'app un secondo utilizzo come strumento di individuazione e filtraggio degli organi maschili. Laurie spiega a Monica che, pur essendo un successo, sarà Ed Chen a ottenere la promozione a socio senior, essendo stata una sua idea mettersi in affari con Jian Yang. Monica telefona a Erlich informandolo degli ultimi sviluppi, e lui realizza di aver perso un'occasione di arricchirsi avendo ceduto le sue quote di Seefood per la Corvette. Richard propone a Gilfoyle di lavorare a Pied Piper, e lui, nonostante un iniziale rifiuto, accetta. Dinesh, in quanto ex dipendente di Seefood, si ritrova con l'ingrato compito di dover configurare le foto degli organi maschili

## The Blood Boy
- Diretto da: Tim Roche
- Scritto da: Adam Countee

### Trama
Gavin mostra a Richard, Gilfoyle e Jared il garage della madre di Peter, ora situato all'interno del suo, spiegando che è lì che lui e Peter iniziarono a lavorare, gettando le basi del loro successo. Successivamente, nella villa di Gavin, si tiene la prima riunione di Pied Piper, durante la quale Richard illustra le funzionalità del prodotto, anche se la loro attenzione viene catturata da Bryce, un ragazzo che effettua trasfusioni di sangue a Gavin, convinto che il sangue giovane lo farà invecchiare più lentamente. Gavin propone un lancio su larga scala, in contrasto con il piano di Richard, che preferirebbe un lancio più discreto. Bryce prende le difese di Gavin, scatenando un litigio con Richard e Jared. Erlich e Jian Yang partecipano al baby shower organizzato da Ed Chen alla Raviga per la gravidanza di Laurie. Lì, Erlich fa notare a Monica la stranezza dell'evento: Ed Chen ha invitato solo uomini, molti dei quali dirigenti di alto profilo della Raviga, suggerendole che il suo intento sia quello di screditare Laurie, poiché una donna incinta non è vista di buon occhio nel mondo degli affari. Gavin telefona a Richard, imponendogli di scusarsi con Bryce. Richard si reca a casa di Bryce, dove quest'ultimo gli spiega che, nonostante la sua laurea in scienze informatiche, nessuno nella Silicon Valley lo prende sul serio a causa del suo aspetto atletico e giovanile. Inoltre, a causa delle trasfusioni, è costretto a seguire una dieta rigorosa. Richard nota che Erlich ha una busta della spesa con il logo del mercato in cui Bryce acquista il suo cibo salutare, ma Erlich spiega che si tratta di un negozio che vende anche marijuana. Richard torna da Bryce e smaschera la sua truffa, avendo scoperto che non è laureato in scienze informatiche. Monica va da Laurie per metterla in guardia sulle reali intenzioni di Ed Chen, ma Laurie aveva già intuito tutto e confida a Monica di voler avviare una propria azienda, avendo già convinto molti soci di Raviga a seguirla, proponendo a Monica di diventare sua socia. Dinesh decide di lasciare Mia a causa delle sue attività criminali come hacker. L'accompagna al matrimonio della sorella, dove Mia viene arrestata dall'FBI. Richard va da Gavin, il quale, in preda alla rabbia, distrugge tutto nella villa, rivelando a Richard che Bryce aveva raccolto informazioni compromettenti su di lui per scrivere un libro. Inoltre, a causa delle trasfusioni di sangue di Bryce, i suoi livelli di colesterolo sono elevatissimi. Gavin è demoralizzato e si sente un fallito, ammettendo di aver proposto un lancio su larga scala non perché lo ritenesse la scelta migliore per Pied Piper, ma per mettersi in mostra nel suo ritorno nel mondo degli affari. Richard cambia idea e incarica C.J. Cantwell di scrivere un articolo per promuovere la loro tecnologia e il ritorno di Gavin, ottenendo una vasta risonanza mediatica e facendo un favore a Gavin. Dinesh informa i suoi amici che l'FBI ha arrestato Mia in seguito a una segnalazione anonima sulle sue attività criminali, ma Gilfoyle non gli crede, intuendo che sia stato Dinesh stesso a chiamare l'FBI, non avendo il coraggio di lasciarla. Dinesh chiede di essere assunto a Pied Piper, licenziandosi da Periscope. Gavin telefona a Richard, ringraziandolo sinceramente per il suo gesto, ma lo informa che lascerà la Silicon Valley per riflettere, partendo con il suo jet privato e interrompendo, di fatto, i finanziamenti. Tuttavia, Gavin fa recapitare a Richard, presso l'incubatore, il brevetto dell'Internet decentralizzata, cedendogliene la titolarità."

## Customer Service
- Diretto da: Clay Tarver
- Scritto da: Graham Wagner e Shawn Boxe

### Trama
Priva dei finanziamenti di Gavin, Pied Piper si trova a un bivio: la ricerca di investitori è ardua, con Russ infuriato per essere stato scavalcato da Richard e Laurie e Monica (alle prese con la loro nuova impresa, Bream-Hall) che rifiutano il loro sostegno. Traendo ispirazione dalle agenzie immobiliari che pre-vendono le proprietà con sconti, Richard ipotizza una strategia simile: anziché cercare finanziatori, troveranno clienti disposti a pagare in anticipo per la salvaguardia dei loro dati informatici su una rete di cellulari, malgrado la tecnologia non sia ancora pienamente operativa. Jared pubblica un annuncio che suscita l'interesse di molte aziende. Tuttavia, i colloqui intrapresi da Richard ed Erlich si rivelano disastrosi: le aziende avevano risposto agli annunci unicamente nella convinzione che Gavin (il cui nome infondeva fiducia) fosse ancora legato a Richard, ritirando le loro offerte una volta appresa la sua assenza. Fortunatamente, il colloquio con la società assicurativa FGI sembra promettente, complice l'interesse di Erlich per Liz, la responsabile della conformità normativa. La situazione precipita quando Liz presenta a Richard ed Erlich il suo fidanzato nonché CTO dell'azienda, una loro vecchia conoscenza: Dan Melcher. Ancora rancoroso nei confronti di Erlich per essere stato a letto con entrambe le sue ex mogli, Dan rivela che, in seguito all'aggressione subita al Tech Crunch, la sua carriera nell'informatica si è bruscamente interrotta, costringendolo a trovare impiego nel settore assicurativo. Pur ritenendo interessante la tecnologia di Richard, Dan offre un contratto a Pied Piper, ma Richard decide di escludere Erlich, temendo possibili complicazioni. Erlich si reca alla Bream-Hall, chiedendo invano lavoro a Monica e Laurie. Sia Richard che Monica intuiscono che Erlich è alla ricerca di un'occupazione, vista la sua carriera in declino e il fallimento dell'incubatore. Richard e Liz lavorano fino a tardi negli uffici di FGI e, in un momento di vulnerabilità e insoddisfazione per la sua relazione con Dan, Liz bacia Richard, e i due finiscono per copulare. Erlich, amareggiato, si siede casualmente a un tavolo di un ristorante con rappresentanti di varie aziende venuti per assistere a una presentazione di Keenan Feldspar, un ingegnere che sta sviluppando un casco per la realtà virtuale. Keenan, scambiando Erlich per un rappresentante della Bream-Hall, lo prende in simpatia. Erlich lo conduce negli uffici della Raviga, convincendolo a firmare un contratto con Monica e Laurie, ottenendo così un impiego nella loro compagnia. Richard, negli uffici di FGI, discute con Liz, la quale si pente dell'accaduto e preferisce mantenere un rapporto professionale, senza che l'incidente influenzi la collaborazione tra Pied Piper e FGI. Al termine dell'episodio, Richard prende l'ascensore con Dan, ignaro di ciò che è successo tra Richard e Liz

## The Patent Troll
- Diretto da: Jamie Babbit
- Scritto da: Andrew Law

### Trama
L'app di Pied Piper comincia a riscuotere successo, entrando nella top 500 dell'Hooli Store. Tuttavia, Pied Piper riceve un'email da Stuart Burke, il quale rivendica i diritti di proprietà sulla tecnologia di Richard, asserendo che violi una sua proprietà intellettuale. Richard, credendo di avere a che fare con un programmatore, si reca al suo domicilio, scoprendo che Stuart è in realtà un avvocato che si è arricchito intentando cause contro aziende di successo, rei di aver violato brevetti di sua proprietà. Stuart avanza una richiesta di ventimila dollari. Convinto che il brevetto di Stuart non abbia alcuna attinenza con la sua tecnologia, Richard si confronta con Ron LaFlamme, il quale, pur credendo alla sua innocenza, gli spiega che Stuart è un "troll dei brevetti": individui che monitorano aziende in ascesa come Pied Piper, soprattutto dopo il successo nell'Hooli Store, nella speranza di trovare violazioni di brevetti precedentemente acquistati all'asta da startup fallite. Richard non intende cedere al ricatto, nonostante Ron gli suggerisca di pagare i ventimila dollari, poiché un'eventuale causa comporterebbe spese legali ben superiori. Jian Yang acquista un costoso frigorifero intelligente da quattordicimila dollari, che suscita l'insofferenza di Gilfoyle, il quale decide di hackerarlo utilizzando il server dell'incubatore, soprannominato "Anton". Irremovibile nel non voler scendere a patti, Richard convoca una riunione con i proprietari di altre app, proponendo di unire le forze economicamente per affrontare Stuart in tribunale. Tuttavia, gli altri sviluppatori lo tradiscono, avvertendo Stuart delle sue intenzioni. L'avvocato stringe così accordi vantaggiosi con loro e, forte del contributo economico ricevuto, può intentare una causa più consistente contro Richard, chiedendo un risarcimento maggiore. Determinato ad affrontare la battaglia legale, Richard decide di rappresentarsi in tribunale da solo, evitando ulteriori spese legali. Rivedendo i suoi vecchi appunti del liceo, relativi al suo primo prototipo, Pied Piper 1.0, concepito per monitorare i copyright musicali, Richard ha l'intuizione giusta. Si presenta a casa di Stuart, informandolo di aver scoperto, grazie alla sua tecnologia, che il copyright di una canzone su cui Stuart ha costruito la sua fortuna è in realtà un plagio di un brano precedente. La divulgazione di tale informazione minerebbe la sua credibilità e i suoi guadagni. Richard e Stuart raggiungono un accordo, e quest'ultimo ritira la denuncia. Stuart ignora che le argomentazioni di Richard fossero infondate, mirate unicamente a spaventarlo per indurlo a rinunciare alla causa. Ciononostante, Jared informa Richard che dovrà corrispondere a Ron ventiduemila dollari per la consulenza legale. Richard avrebbe quindi risparmiato pagando direttamente Stuart. Tuttavia, Jared lo consola, definendo la sua una vittoria morale

## The Keenan Vortex
- Diretto da: Jamie Babbit
- Scritto da: Graham Wagner e Rachele Lynn

### Trama
Keenan, fresco di firma con la Bream-Hall, informa Erlich di aver ottenuto, come segno di rispetto, una clausola speciale da Laurie e Monica: se Erlich verrà estromesso dalla Bream-Hall, il suo contratto con Keenan si annullerà automaticamente. Erlich apprezza molto il gesto. Nel frattempo, Richard e il suo team lottano per gestire l'enorme mole di dati affidati da Melcher a Pied Piper. L'installazione della loro rete su un numero sufficiente di cellulari si sta rivelando costosa e Pied Piper dovrà farsi carico delle spese extra. Il rischio è che, non potendo pagare la fattura, perdano i server e, di conseguenza, i dati di Melcher, con la conseguente causa e il pignoramento di beni e brevetti. Richard propone di trovare un altro cliente per ottenere un anticipo e coprire le spese. Per questo, chiede a Erlich di fare da intermediario con Keenan. Richard e il suo team si recano quindi nella lussuosa residenza di Keenan per presentargli il progetto. Gilfoyle e Dinesh provano la tecnologia di realtà virtuale di Keenan, rimanendone impressionati. Anche Richard la sperimenta, provando però un forte senso di nausea. In un secondo tentativo, grazie ai miglioramenti apportati da Gilfoyle e Dinesh utilizzando l'algoritmo di compressione dati di Richard, Richard non vomita più. Keenan, colpito dalla tecnologia di Richard, propone l'acquisizione di Pied Piper. Richard rifiuta, suscitando la disapprovazione dei suoi amici, che vedono in questa opportunità la possibilità di guadagnare finalmente del denaro. Jared fa notare a Richard che, se ignorerà il volere di Dinesh e Gilfoyle, rischia di metterseli contro. Richard, tuttavia, è irremovibile. Non vuole vendere la sua compagnia e ha preso in antipatia Keenan, un uomo d'affari di successo in netto contrasto con lui. Per non apparire come il guastafeste, Richard fa una controfferta a Keenan, proponendo di vendere Pied Piper per 25 milioni di dollari, sicuro che rifiuterà. Con sua sorpresa, Keenan accetta. Scoppia la festa nel palapa, con tanto di champagne. Nel frattempo, Erlich si è licenziato dalla Bream-Hall, invalidando il contratto preliminare di Keenan e aprendo la strada all'offerta più vantaggiosa di Ed Chen e della Raviga. Alla fine, anche Richard, nonostante l'iniziale riluttanza, si unisce ai festeggiamenti. Sentendosi in colpa per aver potenzialmente danneggiato l'affare di Monica con Keenan, Richard si reca nel suo ufficio alla Bream-Hall per scusarsi, anche per il comportamento di Erlich. Monica, però, lo esorta a non firmare alcun contratto con Keenan, rivelandogli che si tratta di un imbroglione. Spiega che per lei e Laurie la caduta del contratto con Keenan è stata vantaggiosa non solo per essersi liberate di Erlich, ma anche perché la tecnologia di Keenan è fallace: funziona solo nella demo, su dispositivi costosi, ma è inapplicabile sui cellulari. Il suo vero scopo è acquisire Pied Piper per sfruttare l'algoritmo di compressione di Richard, attirare investitori e poi escludere Richard e il suo team dall'affare. Richard spiega a Monica che i suoi amici hanno grandi aspettative su quei soldi, visto che nessuno, Bream-Hall inclusa, è disposto a finanziarli. Monica ammette di non poter investire in Pied Piper perché la loro tecnologia è ancora troppo teorica, ma propone un accordo: se riusciranno a rendere stabile la rete di dati di Melcher sui dispositivi mobili, la Bream-Hall li finanzierà. Richard si prepara a dare la cattiva notizia ai suoi amici, ma all'incubatore viene anticipato da Jared, Gilfoyle e Dinesh, i quali lo informano che Keenan ha ricevuto un'offerta di acquisizione da Hooli, escludendo Erlich dall'accordo. Nonostante l'affare sfumato, lodano Richard per l'impegno profuso, ignari del suo sollievo nello scoprire la truffa di Keenan. Disperato, Erlich dà fuoco al suo palapa, ignorando Richard a causa della sua delusione. Gilfoyle mostra agli amici l'annuncio di Jack e Keenan che promuovono la loro nuova tecnologia all'evento "Hooli-Con", il primo con Jack alla guida di Hooli, un'occasione per rivaleggiare con il passato glorioso di Gavin Belson. Richard appare incuriosito, lasciando intendere di avere un'idea per implementare la rete sui 123.000 cellulari necessari, e chiede a Dinesh il costo dei biglietti per l'Hooli-Con.

## Hooli-Con
- Diretto da: Mike Judge
- Scritto da: Chris Provenzano

### Trama
Richard propone ai suoi amici di andare all'Hooli-Con e aprire uno stand, ma il loro vero obiettivo sarà quello di inserire la loro nuova rete mobile nell'app per la realtà virtuale di Keenan e Jack, che verrà scaricata dai cellulari Hooli di tutti i presenti connessi al Wi-Fi, così avranno installato la loro rete nel numero di cellulari necessari dove saranno inseriti i dati di Melcher. Jared è incerto dato che significherà inserire un malware, ed è illegale, affermando che questo genere di cose rendono Richard simile a Gavin, anche se poi Richard lo convince a stare al gioco con la promessa che sarà un'unica eccezione. Erlich, prendendo spunto da una cartolina che Gavin ha spedito a Richard dal Tibet, decide di emularlo: lascerà la Silicon Valley per il Tibet stesso, con un volo pagato da Jian Yang, convinto che alcune persone siano destinate al successo e altre, come lui e Richard, no. Su richiesta di Richard, Dinesh va a trovare Mia in carcere (lei ignora che è stato Dinesh a farla arrestare) per un consulto tecnico. Mia spiega che non è necessario hackerare i server della Hooli, basterà un attacco man in the middle utilizzando dei dispositivi pineapple. Richard e i suoi amici vanno all'Hooli-Con, e mentre posizionano i pineapple Richard ritrova Winnie, la quale sta aiutando il suo fidanzato Joel con il suo stand, un videogioco chiamato "Peace Fare". Dato che Richard non prova simpatia per Joel, mette mano al suo portatile e modifica il salvaschermo in "Pupu Faer". Joel, credendo di essere vittima di un hacker, fa mobilitare la squadra tattica della Hooli, che trova i pineapple e conduce Richard e i suoi amici dalla sicurezza. Gilfoyle costringe Richard ad ammettere la verità, ma non si riferisce allo scherzo: gli chiede conto della sua decisione di rifiutare i soldi di Keenan e il contratto, presa ancor prima che Keenan li escludesse dall'affare. È stato Keenan a rivelarglielo in un incontro precedente. Jared rimprovera aspramente Richard per aver compromesso il loro piano a causa di uno scherzo infantile, ribadendo la sua immaturità. Tuttavia, Hoover, il capo della sicurezza della Hooli, ancora fedele sostenitore di Gavin, decide di lasciar andare Richard e i suoi amici, permettendo loro di portare a termine il loro piano, pur intuendone la natura illecita, avendo apprezzato il gesto di Richard nell'aiutare Gavin quando era stato estromesso dalla Hooli. Il piano ha successo: la rete viene installata nel numero di cellulari necessari e i dati di Melcher potranno essere inseriti nella rete mobile. Nonostante il successo, Jared è preoccupato, poiché Richard ha dimostrato di scendere a compromessi con la sua etica pur di raggiungere il suo obiettivo; Richard gli promette che non accadrà più. Keenan e Jack vanno incontro al fallimento quando la loro app viene scaricata dai cellulari Hooli collegati agli occhiali per la realtà virtuale, causando l'esplosione di alcuni dispositivi Hooli. L'episodio si conclude con Erlich che raggiunge Gavin al tempio tibetano.

## Server Error
- Diretto da: Mike Judge
- Scritto da: Dan O'Keefe

### Trama
La Hooli sta attraversando un momento delicato a causa dei cellulari Hooli che sono esplosi. Tutto fa supporre che sia stata colpa del sovraffollamento dati causato dalla violazione commessa da Richard e i suoi amici, anche se lo stesso Richard insiste che la colpa sia solo della pessima tecnologia di Keenan. Purtroppo, Jack, nel panico, toglie dal mercato tutti i cellulari Hooli per evitare ulteriori incidenti. Di conseguenza, Richard e i suoi amici non possono più inserire i dati di Melcher nella rete mobile, e ripiegano sull'inserirli nel server dell'incubatore, Anton. Per far fronte al ritiro dal mercato, Jack decide di aumentare drasticamente la produttività dello stabilimento Hooli in Cina (imponendo una produzione di nove milioni di cellulari entro tre giorni), recandosi personalmente sul posto. Tuttavia, gli operai, esasperati dalle condizioni che vuole imporre, lo prendono in ostaggio. Jared, tormentato dal senso di colpa per le potenziali conseguenze dannose dei cellulari Hooli, si licenzia da Pied Piper, presentando la lettera di dimissioni e tornando nel suo appartamento, ora libero dall'inquilino abusivo. Anton fatica a gestire l'enorme flusso di dati e rischia il surriscaldamento. Richard telefona a Big Head e lo convince a fornirgli le credenziali dei server di Stanford per trasferire i dati lì, ma il tentativo fallisce a causa di un black-out: nessuno ha pagato la bolletta della luce. Richard, in preda alla disperazione, decide di smontare Anton e trasportarlo a Stanford per rimontarlo lì. Lui, Gilfoyle e Dinesh caricano Anton sul furgone diretti al campus. Richard annuncia di aver convinto Big Head ad aiutarli. Ma una volta arrivati, Big Head si rifiuta categoricamente di far montare Anton, temendo di violare le regole universitarie e perdere il posto di docente. Gilfoyle e Dinesh realizzano che Richard ha mentito, incurante delle possibili ripercussioni sul suo amico. Con sgomento, Big Head fa notare che il furgone è quasi vuoto: Richard si è dimenticato di chiudere lo sportello posteriore e i preziosi componenti di Anton sono sparsi lungo la strada. Furiosi e delusi, Gilfoyle e Dinesh abbandonano Richard, che riceve contemporaneamente un SMS da Melcher che gli intima di presentarsi immediatamente alla FGI, presumibilmente per affrontare i problemi legati alla mancata implementazione dei dati sulla rete mobile. Nel frattempo, al tempio tibetano, Erlich informa Gavin della crisi dei cellulari Hooli. Appresa la notizia, Gavin decide di tornare alla Hooli per riprendere il controllo, forte del sostegno del consiglio amministrativo. Lascia Erlich in Tibet, fornendogli denaro sufficiente per vivere lì per almeno cinque anni, poi si dirige in Cina e persuade gli operai a liberare Jack. Richard si reca a casa di Jared e si scusa sinceramente, ammettendo le sue somiglianze con Gavin. Insieme, vanno alla FGI, con Jared che decide di tornare a lavorare con lui. Ad attenderli agli uffici della FGI ci sono anche Dinesh e Gilfoyle, convinti da Jared a dare un'altra possibilità a Richard. Sorprendentemente, un dipendente della FGI si congratula con Richard e i suoi amici, affermando che la rete di storage funziona perfettamente, nonostante non siano riusciti a installarla sui cellulari. Gilfoyle, esaminando i prefissi OUI negli indirizzi MAC, realizza improvvisamente che i dati di Melcher sono stati salvati sui frigoriferi intelligenti. Tutto è iniziato quando lui aveva utilizzato Anton per hackerare il frigorifero intelligente di Jian Yang, aggiungendo le librerie Pied Piper al firmware. Questo si è autoconfigurato e gli altri frigoriferi intelligenti, che condividono lo stesso software, devono averlo interpretato come un aggiornamento. Il team Pied Piper ha ottenuto un successo inaspettato, dimostrando la validità del principio dell'Internet decentralizzata, anche se non comprendono appieno perché Melcher abbia convocato Richard, visto il successo inatteso. In quel momento arriva Liz, che mette in guardia Richard, confessando a Melcher della loro precedente scappatella. Melcher, infuriato, aggredisce Richard. Jack e Gavin prendono il jet privato per tornare a casa, ma invece di dirigersi al Moffett Federal Airfield, Gavin ordina una sosta a Jackson Hole (replicando l'evento che scatenò la loro rivalità) e informa Jack che lui resterà lì: Gavin è tornato al comando della Hooli, escludendo Jack. Richard e Gavin si incontrano. Gavin offre un contratto di acquisizione, ma Richard rifiuta, preferendo accettare i finanziamenti della Bream-Hall. Gavin promette di rovinarlo, ma Richard gli fa notare che la sua Internet decentralizzata renderà obsoleti i server Hooli, suggerendo che sarà Gavin a subire le conseguenze.